# Стен Сувіо
Стен Сувіо (фін. Sten Suvio; 25 листопада 1911 — 19 жовтня 1988) — фінський боксер, олімпійський чемпіон 1936 року. 

## Аматорська кар'єра
Олімпійські ігри 1936
- 1/16 фіналу. Переміг Кейкана Рі (Японія)
- 1/8 фіналу. Переміг Леонарда Кука (Австралія)
- 1/4 фіналу. Переміг Імре Манді (Угорщина)
- 1/2 фіналу. Переміг Джеральда Педерсена (Данія)
- Фінал. Переміг Міхаеля Мураха (Німеччина)